# Пеналбер, Джулия
Джулия Родригес Пеналбер де Оливейра (порт. Giullia Rodrigues Penalber de Oliveira; 13 апреля 1992, Рио-де-Жанейро, Бразилия) — бразильская спортсменка, специализируется на вольной борьбе, победитель и призёр Панамериканских игр и Панамериканских чемпионатов.

## Карьера
До перехода в борьбу она также занималась дзюдо и завоёвывала медали на нескольких соревнованиях, включая Панамериканский чемпионат 2009 года среди дзюдоистов до 20 лет и чемпионат Бразилии 2012 года среди спортсменов до 23 лет.
В сентябре 2014 года Пеналбер принимала участие на чемпионате мира, проходившем в Ташкенте, выступая в весовой категории 55 кг, где она вышла в четвертьфинал, в котором уступила Тихо Хамаде из Японии, так как её соперница вышла в финал, она принимала участие в утешительных схватках, в первой из которых она проиграла Катажине Кравчик из Польши. В сентябре 2015 года на чемпионате мира в Лас-Вегасе она соревновалась в весовой категории 53 кг, где в первой схватке на туше проиграла Лилие Горишне из Украины. В октябре 2018 года в Будапеште на чемпионате мира она соревновалась в весовой категории 57 кг, где она покинула турнир после во втором схватки на стадии 1/16 финала, в которой проиграла Грейс Буллен из Норвегии. В сентябре 2019 года в Нур-Султане, одолев двух соперниц, она вышла в четвертьфинал чемпионата мира в категории 57 кг, в котором проиграла Йовите Вжесень из Польши.
Пеналбер участвовала на нескольких турнирах Панамериканских игр. В июле 2015 года в Торонто она осталась без медали игр континента, а в августе 2019 года на Панамериканских играх года в Лиме, одолев в схватке за 3 место Паулу Рамирес, она выиграла бронзовую медаль в весовой категории 57 кг.
В июне 2018 году в боливийской Кочабамбе Пеналбер выиграла золотую медаль в весовой категории до 57 кг на Южноамериканских играх. В начале марта 2020 года на чемпионате Панамериканском чемпионате, проходившем в Оттаве, победив в финале Ханну Тейлор из Канады, она выиграла золотую медаль в весовой категории до 57 кг. В середине марта 2020 года там же в Оттаве она участвовала на Панамериканском отборочном турнире на Олимпийские игры в Токио, на которых ей не удалось завоевать лицензию. На групповой стадии она выиграла одну схватку и проиграла две, и не прошла в полуфинал.
В марте 2021 года Пеналбер в Риме выиграла золотую медаль в весовой категории до 57 кг на рейтинговом турнире Маттео Пелликоне. В апреле 2021 года в болгарском Пловдиве, она завоевала серебряную медаль на турнире Дана Колова и Николы Петрова. В начале мая 2021 года в Софии на мировом квалификационном турнире она не смогла пройти отбор на Олимпиаду. Она выиграла свои первые две встречи, но затем проиграла свой решающую схватку в полуфинале Матильде Ривьер из Франции. В конце мая 2021 года в Гватемале, одолев в финале Александрию Таун из Канады, она стала победителем Панамериканский чемпионат в весовой категории до 57 кг. В октябре 2021 года на чемпионате мира в Осло, уступив Соломии Винник, она выбыла из борьбы за медали в весовой категории до 57 кг.
В 2022 году Пеналбер в Стамбуле она принимала участие на турнире Яшар Догу в весовой категории до 57 кг. В начале мая 2022 года в Акапулько, она стала обладателем бронзовой медали Панамериканского чемпионата. В июне 2022 года Пеналбер также завоевала бронзу на рейтинговом  турнире Маттео Пелликоне, который проходил в Риме. В июле 2022 года в Тунисе она одержала победу на рейтинговом турнире.
В сентябре 2022 года на чемпионате мира в Белграде, она вылетела с турнира, после своего поражения на туше в первой встрече в весовой категории до 57 кг от азербайджанки Жали Алиевой. В октябре 2022 года она стала обладателем серебряной медали Южноамериканских играх, которые проходили в Асунсьоне.
2 ноября 2023 года в Сантьяго, победив в финале Ханну Тейлор из Канады, она завоевала титул победителя Панамериканских игр в весовой категории до 57 кг.
В февраля 2024 года, уступив в финале Хелен Марулис из США, она стала обладателем серебряной медали Панамериканского чемпионата, который проходил в мексиканском Акапулько. Несколько дней спустя, там же в Акапулько, она участвовала в отборочном Панамериканском турнире на Олимпийские игры, она выбыла из турнира, после поражения от Анхелы Альварес из Кубы в своей первой схватке. В мае 2024 года в Стамбуле она участвовала на мировом отборочном турнире, и где завоевала квоту для Бразилии на летние Олимпийские игры 2024 года.

## Личная жизнь
Старший брат: Виктор Пеналбер (род. 1990) — дзюдоист.